# Punjab National Bank
Punjab National Bank (abbreviata in PNB)  è una banca indiana del settore pubblico con sede a Nuova Delhi. È stata fondata nel maggio 1894 ed è la terza banca del settore pubblico in India in termini di volume d'affari, con oltre 180 milioni di clienti, 12.248 filiali e oltre 13.000 sportelli bancomat.
Le azioni della PNB sono quotate alla Borsa di Bombay e alla Borsa nazionale dell'India e sono di proprietà della maggioranza del governo indiano. La banca fa parte dell'indice azionario S&P CNX Nifty.
PNB ha una filiale bancaria nel Regno Unito (PNB International Bank, con sette filiali nel Regno Unito) e filiali a Hong Kong, Kowloon, Dubai e Kabul. Ha uffici di rappresentanza ad Almaty (Kazakistan), Shanghai (Cina), Oslo (Norvegia) e Sydney (Australia). In Bhutan possiede il 51% della Druk PNB Bank, che ha cinque filiali. In Nepal, la PNB possiede il 20% della Everest Bank, che conta 122 filiali. PNB ha anche il 41,64% della JSC (SB) PNB Bank in Kazakistan, che ha quattro filiali.

## Storia
La banca è stata fondata il 19 maggio 1894 a Lahore (nell'attuale Pakistan). La commissione che la fondò proveniva da diverse parti dell'India appartenenti a fedi e background diversi con l'obiettivo comune di creare una banca nazionale che promuovesse l'interesse economico del paese.  Tra i fondatori vi furono, tra gli altri: la combattente per l'indipendenza Lala Lajpat Rai. La banca è la più antica banca sopravvissuta nel paese fondata con capitale puramente indiano. Dopo l'indipendenza indiana e la separazione del subcontinente indiano negli stati di India e Pakistan, la sede fu trasferita a Nuova Delhi. Oggi la banca non è più attiva in Pakistan, poiché tutti i suoi beni furono confiscati durante la seconda guerra indo-pakistana nel 1965. La banca venne espropriata anche in Birmania nel 1963.
Personaggi famosi come Mohandas Karamchand Gandhi, Jawaharlal Nehru e Indira Gandhi un tempo erano clienti della banca.
La Punjab National Bank ha annunciato nel febbraio 2018 di aver rilevato transazioni fraudolente per un valore fino a 1,8 miliardi di dollari in una sola delle sue filiali.